# Android wa Keiken Ninzū ni Hairimasu ka??
Android wa Keiken Ninzū ni Hairimasu ka?? é uma série japonesa de mangá yuri escrita e ilustrada por Yakinikuteishoku. Foi serializada pela revista Comic Yuri Hime da Ichijinsha desde julho de 2021. Uma série de televisão de anime com episódios de curta-metragem está programada para estrear em 2026.

## Sinopse
Akane Tsuda, com 28 anos, trabalha no departamento de planejamento de uma grande fabricante de produtos eletrônicos. Em seu trabalho, ela é respeitada por seus colegas pela sua organização e dedicação. Em sua vida pessoal, no entanto, seu quarto é uma bagunça, ela tem o hábito de beber muito e nunca teve um namorado. Um dia, em um acesso de embriaguez e solidão, ela compra uma androide para sexo, Nadeko. Após um profundo sentimento de culpa em relação à sua compra, ao ficar sóbria no dia seguinte, Akane descobre que não pode devolver Nadeko nem contar aos colegas de trabalho, pois isso pode fazer com que ela perca o emprego. E assim Akane e Nadeko começam uma convivência atípica.

## Mídias

### Mangá
Escrita e ilustrada por Yakinikuteishoku, Android wa Keiken Ninzū ni Hairimasu ka?? começou a serialização na revista Comic Yuri Hime da Ichijinsha em 16 de julho de 2021. Foi coletado em seis volumes tankōbon até 16 de maio de 2025.
| N.º | Data de lançamento      | ISBN              |
| --- | ----------------------- | ----------------- |
| 1   | 17 de fevereiro de 2022 | 978-4-7580-2369-6 |
| 2   | 15 de setembro de 2022  | 978-4-7580-2452-5 |
| 3   | 18 de abril de 2023     | 978-4-7580-2531-7 |
| 4   | 18 de dezembro de 2023  | 978-4-7580-2636-9 |
| 5   | 18 de setembro de 2024  | 978-4-7580-2762-5 |
| 6   | 16 de maio de 2025      | 978-4-7580-2896-7 |

### Anime
Uma adaptação de uma série de televisão anime com episódios de curta-metragem sob o selo de anime Deregula da WWWave Corporation foi anunciada em 13 de maio de 2025. Sua estreia está prevista para 2026.

## Recepção
Matt Marcus, redator da equipe da Okazu, deu à série uma nota geral de 8 em 10, observando que "A premissa é tão nitidamente transparente em seus objetivos que, mesmo quando uma piada é ridiculamente forçada [...] eu me vejo incapaz de considerá-la de mau gosto". Ele também elogiou o trabalho de Casper Kazor na localização: "Há muitas pequenas frases realmente divertidas que me fizeram rir".
Android wa Keiken Ninzū ni Hairimasu ka?? foi apresentado na lista de mangás mais vendidos do BookWalker em 2023 e 2024.